# Jiří Ort
Jiří Ort (* 1946 in Brünn) ist ein tschechischer Hörspielautor und Sprachlehrer für Opernsänger.

## Werdegang
Ort emigrierte 1970 aus der  Tschechoslowakei, absolvierte in Wien die Universität, war danach als IT-Projektmanager tätig.
Er spielte in diversen Bands, komponiert und spielt Klassik auf seiner Meistergitarre. Mit Schauspielern produziert er Musikfeatures für den Hörfunk, z. B. über Leoš Janáček, Josef Suk, Pavel Haas, Bohuslav Martinů und E. W. Korngold.

## Werke

### Hörspiele
- Hörspieltrilogie (mit Karin Anselm)
  - Gedankenraum (SDR 1989)
  - Die vergangene Zukunft (SDR 1990)
  - Welt im Schatten (SDR 1991)
- Zwischen den Zeiten (SDR 1992)
- Apis mellifica (SDR 1993, mit Gerd Baltus, Karin Anselm)
- Blick aus dem Jenseits (SDR 1994)
- Das weißhaarige Kind (SDR 1996)
- Am Ende Lichtflut (WDR/RB 1998, mit Christian Redl, Traugott Buhre u. a.)
- Todessonate (SWF 1998)
- Der Bravorufer (SWF 1999)
- Der Chip-Souffleur (WDR 2001)
- Katja K. (WDR 2004; über den Komponisten Leoš Janáček)
- Du bist mein, wo du auch mein bist (NDR 2005, mit Marlen Diekhoff als Caroline von Wolzogen, Monica Bleibtreu als Charlotte von Schiller und Andreas Fröhlich als Friedrich Schiller.[3])

Am Ende Lichtflut wurde mit Unterstützung des Goethe-Instituts Prag und dem Deutsch-Tschechischen Zukunftsfonds in Liberec (Reichenberg) in einer Theaterfassung aufgeführt.

### Bücher
- Leoš Janáček – der späte Wilde: Liebe und Leben in Opern und Briefen. Bärenreiter, Kassel 2005, ISBN 3-7618-1826-2.
- Es werde glühend Licht : 125 Jahre der elektrischen Theaterbeleuchtung in Brünn. Verlag Doplnek, Brünn 2007, ISBN 978-80-7239-215-5.